# 日比谷国際ビルヂング
日比谷国際ビルヂング（ひびやこくさいビルヂング）は、東京都千代田区内幸町の日比谷シティに建つ超高層ビルである。

## 建築
この地には1973年までNHK東京放送会館があり、渋谷に移転後の跡地は入札により三菱地所が取得した。隣接する富国館とともに共同再開発され、日比谷国際ビル、富国生命ビル、日本プレスセンタービルと広場「サンクンガーデン」をあわせ、日比谷シティとして整備された。本ビルは1979年5月に着工し、2年6カ月の工期ののち1981年10月に竣工した。在勤者は本ビル約5千人、日比谷シティ全体では1万5千人が勤務する。本ビルには1日平均約3万人の来訪者がある。
日比谷国際ビルと富国生命ビルにまたがり、地下5階に丸の内熱供給の地域熱供給プラントが置かれ、近隣のビルや地下鉄駅に蒸気や冷水を供給するとともに内幸町2丁目と西新橋1丁目のビルの排水を再生し中水道とする設備も設けられている。
1983年には、日本建設業連合会主催の第24回BCS賞を受賞している。

## 主な入居企業
- 国立社会保障・人口問題研究所[5]
- JFEホールディングス（28階）[6]
  - JFEスチール[7]（合併以前の旧川崎製鉄当時より東京本社機能を置いている[2]）
- 東京電力リニューアブルパワー本社
- キョウエイアドインターナショナル本社
- JERA東日本支社
- 日本原燃東京支社[8]
- 太陽石油（15階）[9]
- SHKグループ東京支社（3階）
  - 新日本海フェリー東京予約センター
  - 東京九州フェリー東京予約センター
  - 阪九フェリー東京営業所